# Norberto Murara Neto
Norberto Murara (* 19. července 1989 Araxá), známý jako Neto, je brazilský profesionální fotbalový brankář, který chytá za anglický klub AFC Bournemouth, kam přestoupil po pěti letech strávených ve Španělsku v dresu Valencie a Barcelony. V roce 2018 odchytal také jedno utkání v dresu brazilské reprezentace.

## Reprezentační kariéra
S brazilským olympijským výběrem do 23 let získal stříbrnou medaili na Letních olympijských hrách 2012 ve Velké Británii (Brazílie podlehla ve finále Mexiku 1:2).